# Savina muntanyenca
|  | No s'ha de confondre amb Savina comuna. |

La savina muntanyenca (Juniperus sabina) és una espècie de conífera de la família de les cupressàcies nativa de les muntanyes Europa i Àsia, incloent-hi els Països Catalans, en general per sobre dels 1.000 m.

## Noms comuns
Donat que és una planta corrent als Països Catalans, rep nombrosos noms comuns: savina de muntanya, ginebre savina, savina ajaguda, savina arrossegadissa, savina muntanyenca, savina xinxera, savinera, savina, sivina, sivina de muntanya, sivinera, chaparro, savina enrossegadissa, savina rastrera, txaparra, savina xaparra.

## Distribució
És nativa de les muntanyes del centre i sud d'Europa i oest i centre d'Àsia, des de la península Ibèrica fins a Sibèria, típicament creix a altituds d'entre 1.000 a 3.300 m. Als Països Catalans, es troba a Catalunya, al País Valencià i a la Franja. Creix entre els 1.000 i els 2.200 m i floreix d'abril a maig

## Característiques
És un arbust reptant de forma molt variable que fa de 40 cm a 4 metres de diàmetre. Generalment és una planta dioica, aromàtica. Les fulles són de dos tipus: les juvenils aciculars, de 5–10 mm de llargada, i les adultes esquamiformes, romboïdals, decurrents a la base, d'1–2 mm de llargada. Els gàlbuls, que contenen d'1 a 3 llavors negroses, fan de 5 a 9 mm de diàmetre i són d'un color violaci fosc.

## Varietats
Hi ha dues varietats biològiques, que alguns botànics tracten com espècies diferents:
- Juniperus sabina var. sabina. Fulles juvenils rares en els adults.
- Juniperus sabina var. davurica (Pallas) Farjon (syn. J. davurica Pallas). Fulles juvenils freqüents en plantes adultes.

## Usos
Juniperus sabina es fa servir en jardineria amb cultivars seleccionats.
L'híbrid entre Juniperus chinensis i Juniperus sabina s'anomena Juniperus × pfitzeriana (sinònim J. × media), i es troba de forma silvestre al nord-oest de la Xina i també és una planta cultivada.
Totes les parts de la planta són verinoses per diversos compostos tòxics.
Aquesta planta és hoste del fong del rovell de la pera Gymnosporangium fuscum.

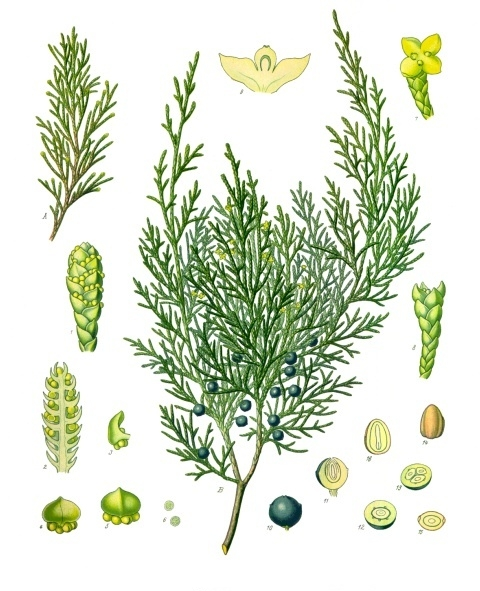
Il·lustració del segle xix
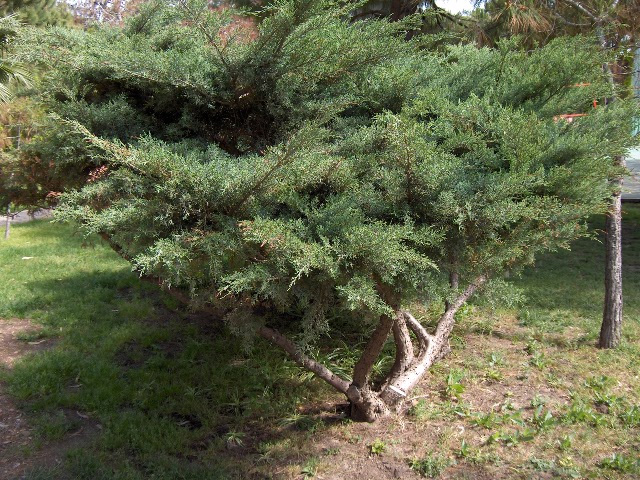
Juniperus × pfitzeriana